# Myoporum oppositifolium
Myoporum oppositifolium är en flenörtsväxtart som beskrevs av Robert Brown. Myoporum oppositifolium ingår i släktet Myoporum och familjen flenörtsväxter. Inga underarter finns listade i Catalogue of Life.